# Cornusse
Cornusse – miejscowość i gmina we Francji, w Regionie Centralnym, w departamencie Cher.
Według danych na rok 1990 gminę zamieszkiwały 283 osoby, a gęstość zaludnienia wynosiła 14 osób/km² (wśród 1842 gmin Regionu Centralnego Cornusse plasuje się na 858. miejscu pod względem liczby ludności, natomiast pod względem powierzchni na miejscu 652.).